# Vida de São Severino

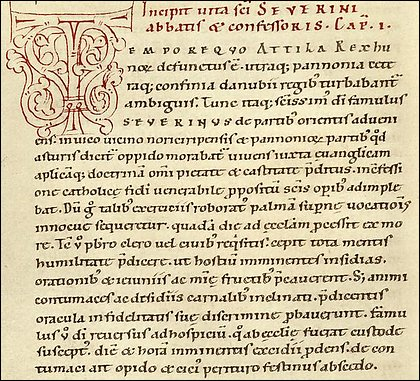
Trecho duma cópia do século XII da Vida de São Severino contida no Códice de Viena 1064

A Vida de São Severino (em latim: Vita Sancti Severini) do clérigo Eugípio é uma hagiografia do século V ou VI, cujo texto é considerado, apesar dos problemas contidos em obras hagiográficas, uma valiosa fonte para a história da Europa no período. Como a maioria das obras do gênero, a "Vida de São Severino" narra a vida e milagres do santo biografado, neste caso Severino de Nórica.
Ela fora originalmente escrita num primitivo latim eclesiástico. A Vida de São Severino foi publicada integralmente pela primeira vez em 1898 por Theodor Mommsen, passando por inúmeras edições, comentários, etc. De suas edições especiais pode se citar Eugyppii Abbatis opera editada por João Basílio Heroldo (Basileia, 1542) e a tradução de G. W. Robinsons The Life of Saint Severinus (Cambridge, 1914).